# Astara (Aserbaidschan)

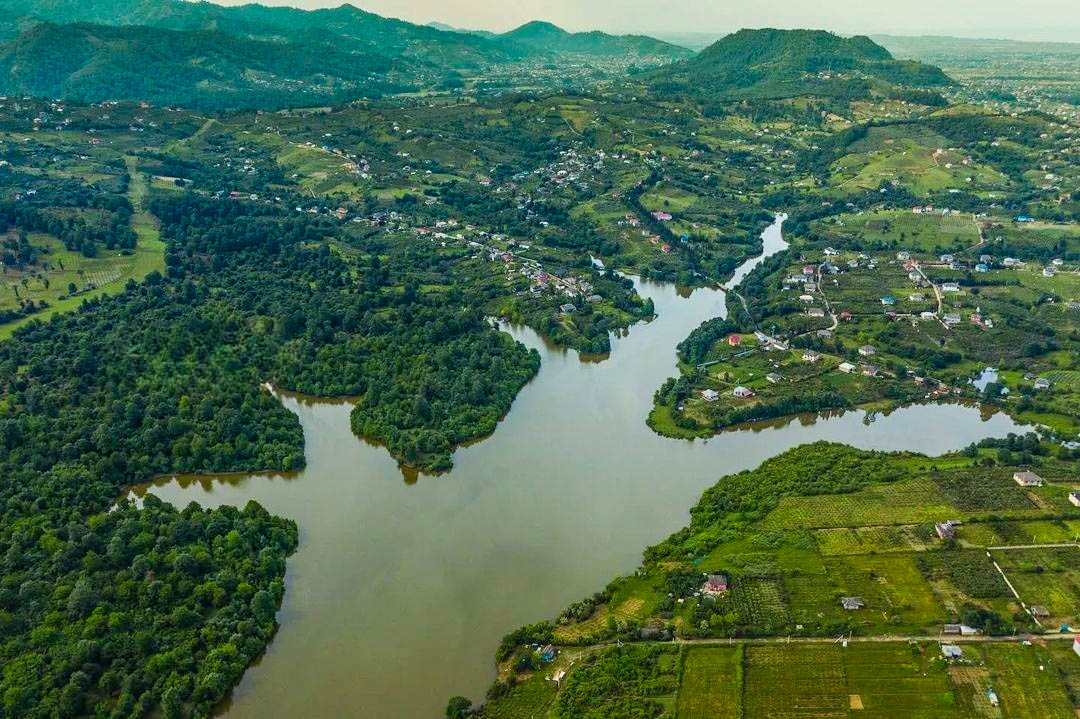
Blick auf Astara

Astara ist eine Stadt in Aserbaidschan am Kaspischen Meer und an der unmittelbaren Grenze zu der gleichnamigen Stadt im Iran.

## Geografie
Das Siedlungsgebiet befindet sich auf beiden Seiten des Flusses Astaratschai, der hier ins Meer mündet, und der gleichzeitig die natürliche Grenze zwischen der aserbaidschanischen und der iranischen Stadt bildet.
Das Klima in Astara ist subtropisch feucht (effektive Klimaklassifikation: Cfa). Der jährliche Niederschlag beträgt 1.264 mm. Die mittlere Durchschnittstemperatur liegt im Winter bei +8,9 °C, im Sommer bei +27 °C. Die Winter sind kühl, die Sommer heiß und feucht, der meiste Niederschlag fällt im Herbst.
Die Stadt hat 17.600 Einwohner (Stand: 2021). 2014 betrug die Einwohnerzahl etwa 17.100. Sie ist die Hauptstadt des aserbaidschanischen Rayons Astara.

## Geschichte
Während der persischen Herrschaft war Astara eine Stadt in der Provinz Schirwan und das kulturelle Zentrum der Talyschen.
Seit dem Frieden von Gulistan 1813 wurde die Stadt Teil des Russischen Reichs. Der Astaratschai wurde ab diesem Zeitpunkt zum Grenzfluss und teilte die Stadt in zwei Teile, die aserbaidschanische Stadt Astara und die iranische Stadt Astara (Iran).
Nach dem Ersten Weltkrieg gehörte die Stadt von 1918 bis 1920 zur aserbaidschanischen Republik, danach zur Sowjetunion. Seit dem Zerfall der Sowjetunion gehört die Stadt zur Republik Aserbaidschan.

## Verkehr
Der Bus von Baku nach Teheran hält in der Stadt.
Die Stadt hat mit der Bahnstrecke Baku–Astara einen Eisenbahnanschluss zur Hauptstadt.
Am 5. März 2017 wurde die neue  Eisenbahnbrücke mit 1520 mm und 1435 mm Spurweite über den Grenzfluss Astaratscha eröffnet. Die 8,3 Kilometer lange Strecke verbindet die beiden Teile Stadt und bindet sie  jeweils an Streckennetze in Europa und Asien an. Das aserbaidschanische Iran-Projekt gilt als ein wichtiger Bestandteil eines Nord-Süd-Transportkorridors, der eine direkte Eisenbahnverbindung zwischen Indien, dem Kaukasus, Russland und Nordeuropa schaffen soll.

## Kultur
In Astara gibt es ein regionales historisches Museum (Astara Rayon Tarix-Diyarşünaslıq Muzeyi) in der Cəfər-Cabbarlı-Straße.

## Persönlichkeiten
- Ziya Bünyadov (1923–1997), sowjetischer Offizier der Roten Armee, Orientalist und Hochschullehrer
- Cəbrayıl Həsənov (* 1990), aserbaidschanischer Ringer